# Липатенков, Фёдор Петрович
Фёдор Петрович Липатенков (1910—1945) — Гвардии полковник Рабоче-крестьянской Красной Армии, участник Великой Отечественной войны, Герой Советского Союза (1945).

## Биография
Фёдор Липатенков родился 2 сентября 1910 года в деревне Савенки (ныне — Смоленский район Смоленской области). После окончания семи классов школы работал пастухом. В сентябре 1928 года Липатенков был призван на службу в Рабоче-крестьянскую Красную Армию. В 1929 году он окончил Московские пехотные курсы, в 1941 году — Военную академию имени Фрунзе. С июня 1941 года — на фронтах Великой Отечественной войны.
К январю 1945 года гвардии полковник Фёдор Липатенков командовал 19-й гвардейской механизированной бригадой 8-го гвардейского механизированного корпуса 1-й гвардейской танковой армии 1-го Белорусского фронта. Отличился во время Висло-Одерской операции. 15 января 1945 года бригада Липатенкова успешно прорвала немецкую оборону на Магнушевском плацдарме, а 16 января — переправилась через реку Пилица и освободила город Нове-Място. 17 января 1945 года бригада продвинулась на запад на 70 километров и перекрыла пути отхода крупной вражеской группировке в городе Лодзь. В тех боях подразделениями бригады было уничтожено несколько сотен солдат и офицеров противника. 21 января 1945 года Липатенков был убит осколком немецкого снаряда. Похоронен на Лычаковском кладбище во Львове.
Указом Президиума Верховного Совета СССР от 6 апреля 1945 года за «образцовое выполнение боевых заданий командования на фронте борьбы с немецкими захватчиками и проявленные при этом мужество и героизм» гвардии полковник Фёдор Липатенков посмертно был удостоен высокого звания Героя Советского Союза. Также был награждён орденом Ленина, двумя орденами Красного Знамени, орденами Отечественной войны 1-й степени и Красной Звезды.